# Edward E. Harlow
Edward Everett Harlow (* 1952) ist ein US-amerikanischer Molekularbiologe, Genetiker und Onkologe.
Harlow erwarb einen Bachelor und einen Master an der University of Oklahoma in Norman, Oklahoma und einen Ph.D. am Imperial Cancer Research Fund in London.
Harlow hatte eine Professur für Biochemie und molekulare Pharmakologie an der Harvard Medical School und war Associate Director des Dana-Farber Cancer Institute, beide Institutionen haben ihren Sitz in Boston, Massachusetts. Davor war er wissenschaftlicher Direktor am Massachusetts General Hospital Cancer Center, ebenfalls in Boston, und am National Cancer Institute.
2009 übernahm Harlow die Funktion des Chief Scientific Officer (CSO) bei der Firma Constellation Pharmaceuticals in Cambridge, Massachusetts.
Harlow hat – zum Teil aufbauend auf die Arbeiten von Arnold J. Levine – grundlegende Erkenntnisse zur Interaktion zwischen Onkogenen und Anti-Onkogenen einerseits und anderen zellulären Eiweißen andererseits beigetragen. Er hat die Interaktion zwischen dem Genprodukt des Retinoblastom-Gens – dem Retinoblastom-Protein – und viralen Transformations-Proteinen entdeckt und damit das Forschungsgebiet der Verbindung zwischen Onkogenese und Kontrolle des Zellzyklus eröffnet. Ein weiterer Schwerpunkt Harlows liegt in der Epigenetik.

## Auszeichnungen (Auswahl)
- 1993 Mitgliedschaft in der National Academy of Sciences[2]
- 1995 Alfred P. Sloan, Jr. Prize[3]
- 1996 Mitgliedschaft in der American Academy of Arts and Sciences[4]
- 1997 Dickson Prize in Medicine[5]
- 1999 Mitgliedschaft im Institute of Medicine[6]
- 2009 Medal of Honor der American Cancer Society[7]